# Titius (cràter)

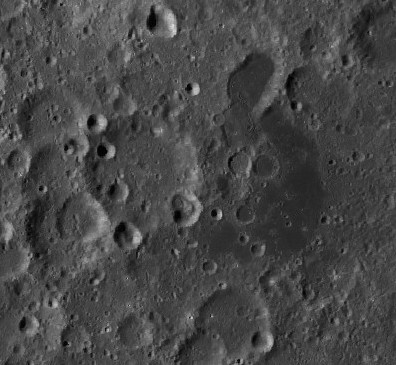
Fotografia de la missió Lunar Reconnaissance Orbiter

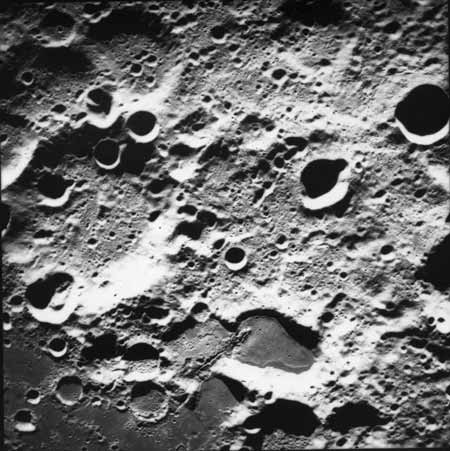
Fotografia de la missió Apol·lo 15

Titius és un cràter d'impacte lunar que es troba en la cara oculta de la Lluna, més enllà del terminador oriental. Es troba a l'oest del Lacus Solitudinis, una petita mar lunar. A menys d'un diàmetre de cràter al nord-est és el cràter Bowditch, i més al sud-oest és Donner.

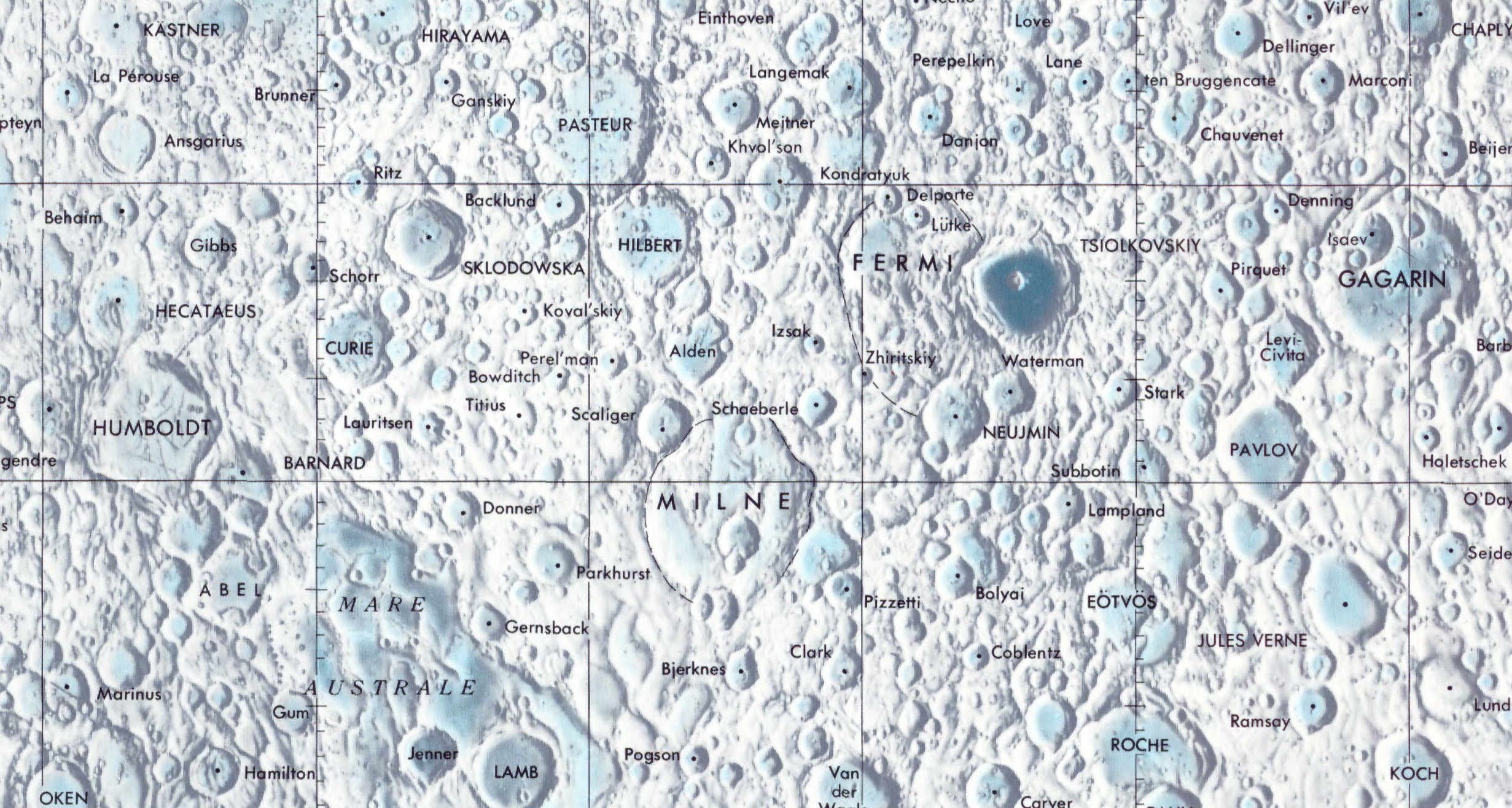
Localització de Titius (centre de la imatge)

La vora d'aquest cràter ha estat gairebé arruïnada per impactes posteriors, deixant només les parts nord i nord-est relativament intactes. Hi ha una escletxa en la vora cap al sud, amb el sud-est sobre el Titius J i el sud-oest amb el Titius N i el Titius Q, deixant només un curt tram de vora superficial i supervivent al sud-sud-oest. La vora occidental és interrompuda per altres tres petits cràters. El sòl interior té algunes irregularitats, però és relativament sense trets i nivell al nord-est.

## Cràters satèl·lit
Per convenció aquests elements són identificats en els mapes lunars posant la lletra en el costat del punt central del cràter que està més proper a Titius.
|        | \| Titius \| Coordenades \| Diàmetre \| \| ------ \| -------------------------------------- \| -------- \| \| J \| 27° 36′ S, 101° 36′ E / 27.6°S,101.6°E \| 24 km \| \| N \| 28° 06′ S, 100° 00′ E / 28.1°S,100.0°E \| 20 km \| \| Q \| 28° 00′ S, 98° 36′ E / 28.0°S,98.6°E \| 46 km \| \| R \| 27° 06′ S, 99° 54′ E / 27.1°S,99.9°E \| 14 km \| |          |
| Titius | Coordenades | Diàmetre |
| J      | 27° 36′ S, 101° 36′ E / 27.6°S,101.6°E | 24 km    |
| N      | 28° 06′ S, 100° 00′ E / 28.1°S,100.0°E | 20 km    |
| Q      | 28° 00′ S, 98° 36′ E / 28.0°S,98.6°E | 46 km    |
| R      | 27° 06′ S, 99° 54′ E / 27.1°S,99.9°E | 14 km    |